# 行軍調
行军調也称为劳动歌、训练歌、号子、军调、步调或口令、精神答數，是军队在野外行军和步操训练时，用以激励士气和协调步伐的曲调。警察、消防员及其他纪律部队在受训时，也有哼唱行军歌的作风。

## 中華民國精神答數
以台灣為例，精神答數有十二項，由中華民國前總統蔣中正諭令發布。
（遇到、表示踏一步但不出聲）
答數：一、二、三、四、一二三四一二三、四、
長答數：一二三四一二三四一二三、四、
相對答數：
發令：一、
士兵：二、
發令：三、
士兵：四、
發令：一二
士兵：三四